# クアンビン省
クアンビン省（広平省、クアンビンしょう、ベトナム語：Tỉnh Quảng Bình / 省廣平  発音）は、ベトナムのかつての省（地方自治体）。省都はドンホイ（洞海）市。北中部に位置し、ラオス国境とバクボ（北部）湾に挟まれてベトナム南北を回廊のように繋ぐ場所にある。1976年のベトナム統一までは、ベトナム民主共和国（北ベトナム）の統治区域の中で最南端の省だった。
2003年に世界遺産に登録されたフォンニャ-ケバン（峰牙-己榜）国立公園がこの省内にある。レトゥイ県ミーチャック村ではベトナム独立戦争時、ミーチャック村虐殺事件が起きた。省都のドンホイはベトナム戦争時、度重なる爆撃を受けた。現在でもドンホイには爆撃の跡が生々しい教会が、一部の壁を残したままの状態で存在する。
2025年、クアンチ省に統合された。

## 隣接行政区画
- クアンチ省
- サワンナケート県
- カムムアン県
- ハティン省

## 行政区画
1市1市社6県で構成される。
- ドンホイ市（Đồng Hới / 洞海）
- バドン市社（Ba Đồn / 𠀧屯）
- ミンホア県（Minh Hóa / 明化）
- トゥエンホア県（Tuyên Hóa / 宣化）
- クアンチャック県（Quảng Trạch / 広澤）
- ボーチャック県（Bố Trạch / 布澤）
- クアンニン県（Quảng Ninh / 廣寧）
- レトゥイ県（Lệ Thủy / 麗水）

## 出身著名人
- ヴォー・グエン・ザップ